# Xã Raccoon, Quận Parke, Indiana
Xã Raccoon (tiếng Anh: Raccoon Township) là một xã thuộc quận Parke, tiểu bang Indiana, Hoa Kỳ. Năm 2010, dân số của xã này là 659 người.